# جزيرة مرزوق كبير

تعديل مصدري - تعديل

جزيرة مرزوق كبير هي أحد جزر اليمن وتقسم إدارياً كأحد أحياء مديرية المعلا بمحافظة عدن.